# مجلس الوحدة الإعلامية العربية

هيئة اعلامية عربية مستقلة

مجلس الوحدة الإعلامية العربية تأسس مجلس الوحدة الإعلامية العربية في مملكة البحرين في عام 2012 بحضور ورعاية كريمة من حمد بن عيسى آل خليفة ملك مملكة البحرين حيث تم اعلان المنامة عاصمة للصحافة العربية لعام 2012 ومن ثم تم نقل الراية إلى الرياض ومن ثم إلى القدس لعامين متتاليين.
للمجلس 3 مكاتب رئيسة في المنامة والإمارات العربية المتحدة تحت التأسيس، والمملكة الأردنية الهاشمية المكتب التنفيذي. حصل مجلس الوحدة الإعلامية العربية على ترحيب في عام 2012 من جامعة الدول العربية وتم تعيين «علي يوسف» رئيساً تنفيذياً للمجلس ويهدف هذا المجلس إلى توحيد القلم العربي اتجاه قضايا أمتنا العربية والإسلامية.
يسعى مجلس الوحدة الإعلامية العربية إلى خلق التفاعل وتعزيز الروابط والتعاون والتنسيق بين الاعلاميين العرب في مختلف الوسائل الإعلامية والمؤسسات الإعلامية العربية وإلى منح الدول العربية لقب عاصمة الصحافة العربية بشكل سنوي، وذلك لتحقيق الأهداف التالية:
- توثيق وتنمية العلاقات الإعلامية بين المؤسسات والإعلاميين.
- زيادة حجم التبادل البرامجي بين الدول العربية من مستوياته الحالية وبحث البرامج والآليات التي تحقق ذلك، وتحديد العقبات التي تواجه التدفق الاعلامي العربي، ووضع الحلول العملية التي تساعد على إزالتها.
- تشجيع التعاون بين المؤسسات الإعلامية العربية في القطاعين العام والخاص وتبادل الخبرات والزيارات والاستفادة من برامج هذه المؤسسات والتأكيد على أهمية دورها في تعزيز العمل الإعلامي العربي المشترك والإشراف على تنفيذ هذه الزيارات بين الدول العربية.
- الترويج لإقامة مشروعات عربية إعلامية مشتركة تأخذ بعين الاعتبار الميزة النسبية لكل دولة عربية من حيث الكفاءات الاعلامية المتوافرة فيها ضمن إطار تكاملي طويل الأجل يعمل على النهوض بالاعلام العربي واستخدام آخر التكنولوجيا لتحقيق نهضة اعلامية عربية تعزز مسيرة التنمية السياسية والاقتصادية العربية ويخدم مصالح الامة. بلورة رأي عام مشترك للإعلام العربي ولو بالحد الأدنى والتأكيد على مفردات الوحدة العربية وعدم التنازل عن هذه المفردات والمصطلحات رغم قسوة الظروف التي تواجه الأمة العربية.
- بلورة موقف متناسق تجاه التجمعات الإعلامية الخارجية ومخاطبة الإعلام الدولي بمهنية عالية ومستوى متفق عليه من الثوابت التي يلتزم بها الجميع في وسائل الإعلام العربية.

## أعمال مجلس الوحدة الإعلامية العربية
لتحقيق الأهداف آنفة الذكر، يقوم المجلس بالأعمال والأنشطة التالية:
1. عقد اجتماع للإعلاميين العرب والمؤسسات الإعلامية العربية كل سنة تحت اسم «ملتقى الاعلاميين العرب» في الدولة العربية التي ترغب في استضافة مثل هذا الملتقى ويتم الاتفاق على برنامج للملتقى.
2. عقد اجتماعات قطاعية في تخصصات الاعلام المختلفة مثل ورشة عمل للقطاع التلفزيوني وورشة عمل للقطاع الإذاعي وأخرى للصحافة العربية والاعلام الحديث يحاضر فيها إعلاميون عرب ودوليون.
3. منح الدول العربية أعضاء المجلس التنافس على لقب «عاصمة الصحافة العربية»
4. العمل كحلقة وصل بين المؤسسات الإعلامية العربية وبين الجهات الاعلامية الحكومية العربية لتيسير العلاقات الإعلامية وتذليل العقبات أمام تدفق الإعلام الوطني في الاتجاهين.
5. العمل كحلقة وصل بين المؤسسات الإعلامية العربية المنضوية تحت لواء مجلس الوحدة الإعلامية العربية في الدول العربية وبناء علاقات مع مؤسسات إعلامية عربية ودولية.
6. المشاركة في اللقاءات العربية والدولية ذات العلاقة بالنشاطات الإعلامية العربية.
7. تنظيم الدورات التدريبية والندوات العامة والقطاعية سواء في الدول العربية أو في العواصم العالمية لإظهار المستوى المتقدم الذي وصل إليه الإعلام العربي في مواجهة الإعلام المعادي.
8. إصدار الموسوعة الإعلامية العربية تتضمن أسماء الإعلاميين وتخصصاتهم الإعلامية وكذلك المؤسسات الاعلامية العامة والخاصة بشكل دوري باللغتين العربية والإنجليزية حيث سيتم تداولها على الساحتين العربية والدولية بهدف التعريف بالكفاءات والخبرات الإعلامية العربية من كافة الدول العربية وإصدار النشرات الدورية والإعلامية التي تظهر أهمية قطاع الإعلام العربي.
9. تبادل المعلومات بين جميعات واتحادات الإعلاميين العرب وتنسيق مشاركتها في الاجتماعات العربية والدولية.
10. تبادل الخبرات والزيارات بين كليات الإعلام في الدول العربية والمؤسسات الإعلامية بهدف تصميم البرامج الأكاديمية لتلبية احتياجات سوق الإعلام.
11. تشجيع الموهوبين من الشباب ومساعدتهم على صقل مواهبهم وتقديمهم لوسائل الإعلام المختلفة لتطوير موهبتهم ليكونوا مدداً للكوادر الإعلامية العربية في المستقبل.

الرئيس التنفيذي

## الراحل الإقتصادي والإعلامي السيد علي يوسف
مؤسس ورئيس مجلس الوحدة الإعلامية العربية عمل في السابق مديراً عاماً لإتحاد رجال الأعمال العرب و«جمعية رجال الأعمال الأردنيين» منذ عام 1991 وفي عام 2012 التحق بمجلس الوحدة الإعلامية العربية إلى جانب ابنه المؤسس. توفي في 23 نوفمبر 2013 في المملكة الأردنية الهاشمية وبقي مكان الرئيس شاغلاً إلى هذه اللحظة.

## السيد سفير الإعلاميين العرب
الأمين العام والمؤسس لمجلس الوحدة الإعلامية العربية
بدأ «هيثم علي يوسف» عمله في مجال الإعلام في عام 1998 حيث قدم البرامج الإذاعية وعمل مراسلاً لبعض البرامج الحوارية العربية وفي عام 2006 اسس ملتقى الإعلاميين الشباب العرب والذي أصبح تحت مظلة مجلس الوحدة الإعلامية.

## المؤسسات والمنظمات العربية والدولية التابعة لمجلس الوحدة الإعلامية العربية
- ملتقى الإعلاميين الشباب العرب، تأسس عام 2006
- جائزة الهيثم للإعلام العربي
- عاصمة الصحافة العربية السنوية
- المنظمة العربية لمؤسسات التدريب الإعلامي، تأسست عام 2013
- حملة ميدان الخير الرمضانية
- الحملة الصحية الأولى للصحفيين، قلمك مهم بس صحتك أهم
- ثقافتي أساس مهنتي الإعلام ثقافة المجتمع

عاصمة الصحافة العربية:

الشارقة

يقوم المجلس في كل عام في اختيار عواصم للصحافة العربية وهي تكريم للعواصم الي لها تاريخ في نشوء الصحافة أو الإعلام، فكانت المنامة عاصمة الصحافة العربية في عام 2012 والرياض عاصمة الصحافة العربية 2013 والقدس في العامين 2014 و2015. تم اختيار الشارقة عاصمة للصحافة العربية في عام 2016 وتم تسليم الراية في حفل افتتاح المنتدى الدولي للإتصال الحكومي في امارة الشارقة لصحاب السمو الشيخ الدكتور سلطان بن محمد القاسمي عضو المجلس الأعلى حاكم الشارقة.